# Station Koło
Station Koło is een spoorwegstation in de Poolse plaats Koło.